# Бакуридзе, Салих Османович
Салих Османович Бакуридзе (1913 год, село Гонио, Батумская область, Российская империя — 2012 год, Батуми, Грузия) — звеньевой колхоза имени Андреева Батумского района Аджарской АССР, Грузинская ССР. Герой Социалистического Труда (1949).
Младший брат Героя Социалистического Труда Дурсуна Османовича Бакуридзе (удостоен звания в 1966 году).

## Биография
Родился в 1913 году в крестьянской семье в селе Гонио Батумской области. После окончания местной начальной школы трудился в частном сельском хозяйстве. В послевоенные годы возглавлял звено, которое трудилось в цитрусовом саду.
В 1948 году звено под его руководством собрало в среднем с каждого дерева по 514 апельсинов с 800 плодоносящих деревьев. Указом Президиума Верховного Совета СССР от 29 августа 1949 года удостоен звания Героя Социалистического Труда за «получение высоких урожаев сортового зелёного чайного листа и цитрусовых плодов в 1949 году» с вручением ордена Ленина и золотой медали «Серп и Молот» (№ 4495).
Этим же Указом званием Героя Социалистического Труда были награждены труженики колхоза имени Андреева бригадир Дурсун Рушенович Якунадзе и колхозник Кадир Хушутович Какабадзе.
Проживал в родном селе Гонио (сегодня в городских границах Батуми). Умер в 2012 году.